# Hora de Apreciación Musical
De 1928-1942, Walter Damrosch presentó la Hora de Apreciación Musical (en inglés "Music Appreciation Hour"), un serial de la National Broadcasting Company, un segmento que ofrecía lecturas sobre música clásica dirigida a estudiantes.
El programa se emitía durante las horas escolares, y los profesores recibían libros de texto y libretas de ejercicios por parte del programa. Formaba parte de un amplio grupo de movimientos de mediados del Siglo XX para popularizar la música docta.